# Blas de Latas
Blas de Latas fue un noble aragonés de la familia Latas que  llegó a convertirse en abad del Real Monasterio de Santa María de Veruela, abadía cisterciense del siglo XII situada en las cercanías de Vera de Moncayo, en Tarazona y el Moncayo, Zaragoza, Aragón, España.  
Su abadiado tuvo lugar entre los años 1776  a 1780. Esta duración de cuatro años se debe a que en 1617 se crea la congregación cisterciense de la Corona de Aragón y los abades pasan a ser cuatrienales hasta la desamortización. 
| Predecesor: Fray Lope Vallejo | Abad del Real Monasterio de Santa María de Veruela 1776 – 1780 | Sucesor: Fray Martín de Juan |